# Рассел, Ричард (младший)
Ри́чард Бре́вэрд Ра́ссел-младший (англ. Richard Brevard Russell Jr.; 2 ноября 1897, Уайндер, Джорджия, США — 21 января 1971, Вашингтон, округ Колумбия, США) — американский политик-демократ, член Палаты представителей штата Джорджия (1921—1931), спикер Палаты представителей штата Джорджия (1927—1931), 66-й губернатор штата Джорджия (1931—1933), сенатор от штата Джорджия (1933—1971), глава сенатского комитета по Вооружённым Силам (1951—1953; 1955—1969) и ассигнованиям (1969-1971), временный президент Сената США (1969—1971). Влиятельный член фракции диксикратов внутри Демократической партии и в Конгрессе, последовательный и активный противник движения за гражданские права. Главный лоббист Национального закона о школьных обедах 1946 года.

## Биография

### Ранние годы и детство
Ричард Бревард Рассел-младший родился 2 ноября 1897 года в городе Уайндер, штат Джорджия в семье Ричарда Бреварда Рассела-старшего (1861—1938) и его супруги Ины Рассел (урождённая Диллард). Ричард Рассел-старший был юристом, общественным деятелем своего штата и благотворителем. Член Демократической партии и политик, он был членом Палаты представителей Джорджии в 1883—1889 годах, а в 1923—1938 годах — верховным судьёй Джорджии. Ричард Рассел-старший многократно пытался стать сенатором от Джорджии, либо губернатором Джорджии, но не преуспел в этом. Его политические амбиции и нередкие неудачи иногда плохо сказывались на финансовом положении семьи. Ричард Рассел-младший был старшим ребёнком в семье, после него в семье Расселов родилось ещё 14 детей, 12 из которых дожили до совершеннолетия. Младший брат Ричарда, Роберт Ли Рассел (1900—1955), был судьёй, работал в Джорджии и федеральном округе Колумбия.
В школьные годы Ричард Рассел-младший увлёкся историей Гражданской войны, так как из-за неё его предки лишились родовой плантации и мельницы.

### Молодость, образование и юридическая практика
По получении среднего образования в колледже Гордона в 1915 году Ричард Рассел-младший поступил на юридический факультет Университета Джорджии. В годы учёбы в Университете Джорджии стал членом Литературного общества Фи Каппа. В 1918 году он был выпущен из Университета Джорджии бакалавром права, после чего 2 года проработал в юридической конторе отца.

### В Палате представителей штата Джорджия
В 1920 году Ричард Рассел-младший успешно баллотировался в Палату представителей штата Джорджия и впоследствии заседал в ней 10 лет, в 1921—1931 годах. В 1927—1931 годах — спикер Палаты представителей штата Джорджия. В 1931 году покинул Палату представителей Джорджии, так как был избран губернатором штата.

### Губернаторство
27 июня 1931 года Ричард Рассел-младший официально вступил в должность губернатора штата Джорджия. Присягу у него принимал собственный отец, который тогда был верховным судьёй Джорджии.
На посту губернатора Рассел боролся с бюрократией, привёл в порядок бюджет штата и улучшил положение дел в экономике при том, что страна была изучена Великой депрессией.
В 1932 году Рассел провёл успешную кампанию в Сенат США под знаменем поддержки «Нового курса» Франклина Рузвельта.
10 января 1933 года прекратил исполнение обязанностей губернатора Джорджии.

### Сенаторство
В 1933—1971 годах — сенатор от штата Джорджия.
В отличие от многих сенаторов-южан, Рассел во всём и до конца поддерживал «Новый курс» Рузвельта. Он поддерживал, в частности, подоходный налог и активную социальную политику.
Был ярым сторонником войны с Японией до полного её разгрома.
В 1946 году пролоббировал принятие Национального закона о школьных обедах, благодаря которому доступ школьников из малоимущих семей к школьным обедам расширился.
В 1948 году не поддержал меры администрации президента Гарри Трумэна по борьбе с расовой сегрегацией (ликвидация сегрегации в Вооружённых Силах США и т. д.) и даже воспротивился им, считая, что такие меры нарушают права штатов. При этом Рассел не поддержал выдвижение в президенты губернатора штата Южная Каролина Строма Термонда от созданной Демократической партии прав штатов (Демократическая партия выдвинула кандидатом в президенты Трумэна). Также Рассел не бойкотировал национальную конвенцию Демократической партии 12-15 июля 1948 года в Филадельфии (штат Пенсильвания).
Долгие годы был дружен с Линдоном Джонсоном, который в 1949—1961 годах был сенатором от штата Техас. Рассел даже оказывал разного рода протекцию Джонсону и поспособствовал тому, что Джонсон стал видным сенатором-южанином. Пути Рассела и Джонсона разошлись в 1963 году, когда Джонсон стал президентом США и выступил за принятие Конгрессом законопроекта о гражданских правах, чему всячески препятствовал Рассел.
Сторонник сильной национальной обороны, Рассел дважды (в 1951—1953 и 1955—1969 годах) возглавлял сенатский комитет по Вооружённым Силам и лоббировал интересы военно-промышленного комплекса США и соответствующих корпораций.
В 1952 году Рассел участвовал в праймериз Демократической партии и попытался стать её официальным кандидатом на президентских выборах 4 ноября, но безуспешно, поскольку противился борьбе за гражданские права, которую тогда взяла на вооружение Демократическая партия.
В 1956 году Рассел инициировал подписание рядом сенаторов так называемого «Южного манифеста» против расового равенства в учебных заведениях США. Впоследствии он был лидеров фракции диксикратов, всячески сопротивлявшихся принятию Законов о гражданских правах 1957, 1960 и 1964 годов.
Имея разное отношение к движению за гражданские права, Рассел и Джон Кеннеди, однако, были на одной стороне в рамках президентских выборов 1960 года: Рассел публично поддержал Кеннеди, несмотря на его поддержку движения за гражданские права.
В 1963—1964 годах Рассел был лидером противников принятия законопроекта о гражданских правах. Борясь с принятием законопроекта, он выступал с длинными речами в рамках тактики флибустьера и так далее. Однако при администрации президента Линдона Джонсона законопроект был всё-таки принят 2 июля 1964 года. Тогда Рассел с группой коллег по фракции диксикратов бойкотировал национальную конвенцию Демократической партии 24-27 августа 1964 года в Атлантик-Сити (штат Нью-Джерси). При этом Рассел не покинул Демократическую партию, как это сделал сенатор Термонд из Южной Каролины.
Член комиссии Уоррена, расследовавшей убийство президента Кеннеди.
К концу 1960-х годов стал озабочен всё большим втягиванием в США в войну во Вьетнаме.
В 1968 году активно противился назначению Эйба Фортаса верховным судьёй США.
В 1969—1971 годах — временный президент Сената и по совместительству глава сенатского комитета по ассигнованиям.
Скончался 21 января 1971 года в Вашингтоне от эмфиземы лёгких.

## Семья
Ричард Рассел никогда не был женат и не имел детей.

## Память

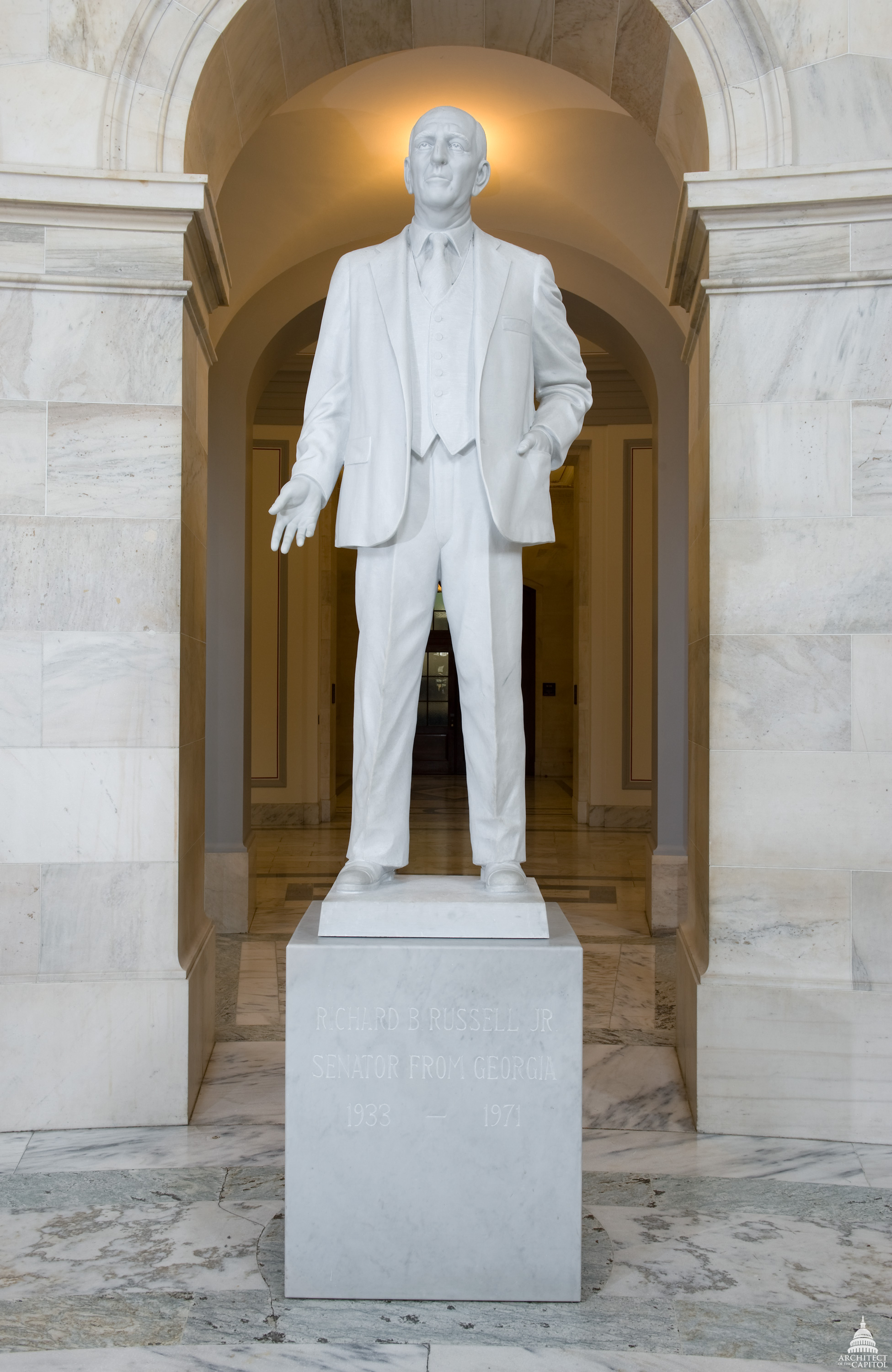
Статуя Рассела работы Ф.Харта в ротонде здания Рассела.

- Имя Рассела получило офисное здание рядом со зданием Сената штата Джорджия.
- Имя Рассела получило Здание специальных коллекций при Университете Джорджии.
- Имя Рассела получили 2 холла при Университете Джорджии.
- Имя Рассела получила аудитория в Колледже и Университете штата Джорджия в городе Милледжвилл.
- Имя Рассела получили озеро и плотина между Джорджией и Южной Каролиной.
- Имя Рассела получил аэропорт в городке Рим штата Джорджия.
- Любимое праздничное блюдо на Юге США имеет неофициальное название «Сладкий картофель сенатора Рассела».
- Имя Рассела получила американская военная подлодка модели SSN-687.
- Имя Рассела получило одно из шоссе штата Джорджия.
- Имя Рассела получил бульвар в городе Форт-Вэлли штата Джорджия.
- Имя Рассела получила средняя школа города Уиндер штата Джорджия.

## Личность
Активный и последовательный сторонник превосходства белой расы, законов Джима Кроу и расовой сегрегации, Ричард Рассел, однако, никогда публично не поддерживал и не оправдывал насилие в отношении афроамериканцев, а его риторика в отношении афроамериканцев не была резкой и воинственной. От многих сенаторов-южан он отличался ещё и некоторым сотрудничеством с афроамериканцами: в 1950-е годы он переписывался с Геркулесом Муром, афроамериканцем из Джорджии, писавшим ему о несправедливостях в отношении афроамериканцев в рамках программы школьных обедов. Рассел в ответ заверил Мура в том, что программа одинаково распространяется как на белых, так и на афроамериканцев. На фоне сенаторов Теодора Бильбо из Миссисипи, Эллисона Дюранта "Коттон Эда" Смита из Южной Каролины и Гарри Бёрда из Вирджинии, губернатора штата Алабама Джорджа Уоллеса и других ярых сторонников расовой сегрегации Рассел выглядел относительно умеренным и сдержанным. Но если Джордж Уоллес, например, извинялся за расистскую и сегрегационистскую риторику, то Рассел оставался верен этой риторике до конца и никогда за неё не извинялся. Наконец, Рассел никогда не покидал Демократическую партию, как это делали Термонд и Уоллес.

## Оценки
Американский журналист Уилбур Джозеф Кэш отзывался о Расселе как о «лучшем южанине», который якобы пресекал чрезмерно резкую риторику в отношении афроамериканцев. Джеймс Томас Гэй и вовсе считал, что Рассел «не желал чернокожим зла».

## Образ в искусстве
- Ричард Рассел присутствует как персонаж в фильме «ЛБД» (США; 2016), где его роль исполнил Ричард Дженкинс.